# Laurel Clarková
Laurel Blair Clarková, rozená Saltonová (1. března 1961 v Ames, Iowa, USA – 1. února 2003) byla vojenská lékařka a astronautka USA. Zemřela tragicky během návratu z vesmírné mise STS-107 raketoplánu Columbia v únoru 2003.

## Stručný životopis
Středoškolské vzdělání získala roku 1979 na William Horlick High School, ve městě Racine, stát Wisconsin. Poté se dostala na University of Wisconsin-Madison, kde vystudovala obor zoologie a pak i lékařství. Na Wisconsinské univerzitě roku 1987 získala titul doktorky. Pak absolvovala dva kurzy pro podvodní potápění a lékařství a stala se lékařkou na skotské základně atomových ponorek. Později byla lékařkou u dalších jednotek námořního letectva.
Do NASA se přihlásila v roce 1996, v Houstonu ve středisku Johnson Space Center prošla dvouletým výcvikem a potom byla zařazena do seznamu astronautů připravujících se k letům.
Byla vdaná, manželem jí byl Jonathan Clark, měli osmiletého syna. V době úmrtí jí bylo 41 roků. V roce 1996 bydleli na Floridě v Pensacole.

## Let do vesmíru
Letěla na svůj první let s raketoplánem Columbia ve funkci letové specialistky. Odstartoval z mysu Canaveral v půli ledna 2003 bez problémů. Na palubě bylo sedm kosmonautů: Richard Husband, Michael Anderson, Kalpana Chawlaová, David Brown, Laurel Clarková, Ilan Ramon z Izraele a William McCool. Během letu provedli 80 různých experimentů. Úspěch mise se však proměnil v katastrofu, když během přistávacího manévru se v atmosféře nad Texasem raketoplán rozpadl a celá posádka zahynula (více viz heslo Havárie raketoplánu Columbia).
- STS-107 Columbia (start 16. ledna 2003, přistával 1. února 2003)

Byla 429. kosmonautem Země, v pořadí 40. žena.

## Ocenění, pocty
- byla po ní pojmenována planetka (51827) Laurelclark
- byl po ní pojmenován jeden z vrcholů pohoří Columbia Hills na Marsu – Clark Hill